# Núcleos p

Parte de la tabla de nucleidos mostrando algunos núcleos s, r y p estables o casi estables

Los núcleos p (p significa ricos en protones) son ciertos isótopos ricos en protones, de origen natural, de algunos elementos comprendidos en la tabla periódica entre el selenio y el mercurio inclusive, que no se pueden producir ni en un proceso S ni en un proceso R.

## Definición
Los trabajos clásicos e innovadores de Burbidge, Burbidge, Fowler and Hoyle (1957) y de A. G. W. Cameron (1957) mostraron cómo la mayoría de los nucleidos que se generan naturalmente más allá del elemento hierro se pueden generar en dos tipos de procesos de captura neutrónica, el proceso S y el proceso R. Pero algunos nucleidos ricos en protones que se encuentran en la naturaleza no pueden generarse mediante estos dos procesos y, por lo tanto, se requiere al menos un proceso adicional para sintetizarlos. Estos núcleos se denominan núcleos p.
Dado que la definición de los núcleos p depende del conocimiento actual de los procesos S y R (véase también el artículo dedicado a la nucleosíntesis), la lista original de 35 núcleos p puede modificarse con el paso de los años, como se indica en la siguiente tabla.
Por ejemplo, a comienzos del siglo XXI se sabía que las abundancias de 152Gd y 164Er contienen al menos fuertes contribuciones procedentes del proceso S. Esto también parece aplicarse a los isótopos 113In y 115Sn, que además podrían aparecer durante el proceso R en pequeñas cantidades.

## Abundancia natural
Los radioisótopos de larga semivida 92Nb, 97Tc, 98Tc y 146Sm no se encuentran entre los núcleos p definidos clásicamente porque ya no se encuentran de forma natural en la Tierra. Sin embargo, según la definición anterior, también son núcleos p porque no pueden formarse ni en el proceso S ni en el R. Del descubrimiento de sus productos de decaimiento en granos presolares se puede inferir que al menos el 92Nb y el 146Sm estaban presentes en la formación y evolución del sistema solar. Esto ofrece la posibilidad de estimar el tiempo transcurrido desde la última producción de estos núcleos p antes de la formación del sistema solar.
Los núcleos p son muy raros. Los isótopos de un elemento que son núcleos p son normalmente menos abundantes en factores de diez a mil que los otros isótopos del mismo elemento. La abundancia de núcleos p solo se puede determinar en investigaciones geoquímicas y mediante análisis de material meteorítico y de granos presolares. No se pueden identificar en los espectros estelares. Por lo tanto, el conocimiento de las abundancias de núcleos p está restringido a las del Sistema Solar, y se desconoce si son las habituales en la Vía Láctea.

## Lista de núcleos p
| Nucleido | Abundancia | Comentarios |
| -------- | ---------- | --- |
| 74Se     | 0.86%      | Nucleido estable |
| 78Kr     | 0.36%      | Radionucleido de vida larga (semivida 9,2x1021 años) |
| 84Sr     | 0.56%      | Nucleido estable |
| 92Nb     | Trazas     | Radionucleido de larga duración (semivida 3,47x107 años); no es un núcleo p clásico, pero no se puede formar en procesos S ni R                                        |
| 92Mo     | 14.65%     | Nucleido estable |
| 94Mo     | 9.19%      | Nucleido estable |
| 97Tc     | Sintético  | Radionucleido de larga duración (4.21x106 años); no es un núcleo p clásico, pero no se puede formar en procesos S ni R                                                 |
| 98Tc     | Sintético  | Radionucleido de larga duración (4,2x106 años); no es un núcleo p clásico, pero no se puede formar en procesos S ni R                                                  |
| 96Ru     | 5.54%      | Nucleido estable |
| 98Ru     | 1.87%      | Nucleido estable |
| 102Pd    | 1.02%      | Nucleido estable |
| 106Cd    | 1.25%      | Nucleido estable |
| 108Cd    | 0.89%      | Nucleido estable |
| 113In    | 4.28%      | Nucleido estable; (parcialmente) generado en el proceso S, y posibles contribuciones del proceso R                                                                     |
| 112Sn    | 0.97%      | Nucleido estable |
| 114Sn    | 0.66%      | Nucleido estable |
| 115Sn    | 0.34%      | Nucleido estable; (parcialmente) generado en el proceso S, y posibles contribuciones del proceso R                                                                     |
| 120Te    | 0.09%      | Nucleido estable |
| 124Xe    | 0.095%     | Radionucleido de vida larga (semivida 1,8x1022 años) |
| 126Xe    | 0.089%     | Nucleido estable |
| 130Ba    | 0.11%      | Radionucleido de vida larga (semivida 1,6x1021 años) |
| 132Ba    | 0.10%      | Nucleido estable |
| 138La    | 0.089%     | Radionucleido de vida larga (semivida 1,05x1011 años); generado en el proceso ν                                                                                        |
| 136Ce    | 0.186%     | Nucleido estable |
| 138Ce    | 0.251%     | Nucleido estable |
| 144Sm    | 3.08%      | Nucleido estable |
| 146Sm    | Trazas     | Radionucleido de larga duración (semivida 1,03x108 años); no es un núcleo p clásico, aunque no se puede formar en procesos S ni R                                      |
| 152Gd    | 0.20%      | Radionucleido de vida larga (semivida 1,08x1014 años); y posiblemente (parcialmente) realizado en el proceso S                                                         |
| 156Dy    | 0.056%     | Nucleido estable |
| 158Dy    | 0.095%     | Nucleido estable |
| 162Er    | 0.139%     | Nucleido estable |
| 164Er    | 1.601%     | Nucleido estable; posiblemente (parcialmente) generado en el proceso S                                                                                                 |
| 168Yb    | 0.126%     | Nucleido estable |
| 174Hf    | 0.16%      | Radionucleido de vida larga (semivida 7,0x1016 años) |
| 180mTa   | 0.012%     | Nucleido estable; el isómero nuclear más estable que se encuentra en la naturaleza; (parcialmente) generado en el proceso v; con posibles contribuciones del proceso S |
| 180W     | 0.12%      | Radionucleido de vida larga (semivida 1,8x1018 años) |
| 184Os    | 0.02%      | Radionucleido de vida larga (semivida 1,12x1013 años) |
| 190Pt    | 0.012%     | Radionucleido de vida larga (semivida 4,83x1011 años) |
| 196Hg    | 0.15%      | Nucleido estable |

## Origen de los núcleos p
La producción astrofísica de núcleos p aún no se comprende completamente. El proceso γ (véase más abajo), favorecido en el colapso del núcleo de las supernovas no puede producir todos los núcleos p en cantidades suficientes, según las simulaciones informáticas disponibles. Es por eso que se han investigado mecanismos de producción adicionales y posibles orígenes astrofísicos, como se describe a continuación. También es concebible que no exista un solo proceso responsable de todos los núcleos p, sino que diferentes procesos en varios entornos astrofísicos produzcan ciertos rangos de núcleos p.
La búsqueda de los procesos relevantes que crean los núcleos p habitualmente se centra en identificar los posibles mecanismos (procesos) de producción y luego investigar su posible materialización en distintos entornos astrofísicos. La misma lógica se aplica en el análisis que figura a continuación.

### Conceptos básicos de la producción de nucleidos p
En principio, hay dos formas de producir nucleidos ricos en protones: añadiendo sucesivamente protones a un nucleido (mediante procesos nucleares de tipo (p,γ)) o eliminando neutrones de un núcleo mediante secuencias de fotodesintegración del tipo (γ,n)).
En las condiciones encontradas en entornos astrofísicos, es difícil obtener núcleos p mediante capturas de protones debido a que la barrera de Coulomb de un núcleo se incrementa al aumentar el número atómico. Un protón requiere más energía para ser incorporado (capturado) en un núcleo atómico cuando la barrera de Coulomb es más alta. La energía media disponible de los protones está determinada por la temperatura del plasma estelar. Sin embargo, aumentar la temperatura también acelera las fotodesintegraciones (γ,p) que contrarrestan las capturas (p,γ). La única alternativa para evitar esta situación sería tener una gran cantidad de protones disponibles para que el número efectivo de capturas por segundo sea grande incluso a baja temperatura. En casos extremos (como se analiza más adelante), esto conduce a la síntesis de radioisótopos de vida extremadamente corta que decaen y se convierten en nucleidos estables solo después de que cesan las capturas.
Es necesario explorar combinaciones apropiadas de temperatura y densidad de protones de un plasma estelar en la búsqueda de posibles mecanismos de producción de núcleos p. Otros parámetros son el tiempo disponible para los procesos nucleares y el número y tipo de nucleidos inicialmente presentes (los núcleos semilla).

### Posibles procesos

#### Proceso p
En un proceso p, se sugiere que los núcleos p se formaron mediante unas pocas capturas de protones por parte de nucleidos estables. Los núcleos semilla se originan en los procesos S y R, y ya están presentes en el plasma estelar. Como se indicó anteriormente, existen serias dificultades para explicar todos los núcleos p mediante un proceso de este tipo, aunque es lo que se sugirió originalmente. Posteriormente se demostró que las condiciones requeridas no son reales ni en las estrellas ni en las explosiones estelares.
Según su significado histórico, el término proceso p se utiliza a veces para cualquier proceso que sintetice núcleos p, incluso cuando no hay capturas de protones involucradas, pero se desaconseja este uso.

#### Proceso γ
Los núcleos p también se pueden generar mediante fotodesintegración de los núcleos originados en el proceso S y en el proceso R. A temperaturas de alrededor de 2 a 3 gigakelvin (GK) y un tiempo de proceso corto de unos pocos segundos (esto requiere un evento explosivo), la fotodesintegración de los núcleos preexistentes seguirá siendo pequeña, lo suficiente para producir las pequeñas abundancias requeridas de núcleos p. Este mecanismo se denomina proceso γ (proceso gamma) porque la fotodesintegración se produce mediante procesos nucleares de los tipos (γ,n), (γ,α) y (γ,p), que son causados por fotones altamente energéticos (rayos gamma).

#### Proceso ν (proceso nu)
Si se dispone de una fuente suficientemente intensa de neutrinos, los procesos nucleares pueden producir directamente ciertos nucleidos, por ejemplo 7Li, 11B, 19F y 138La durante el colapso del núcleo de una supernova.

#### Procesos rápidos de captura de protones
En un proceso p, los protones se agregan a núcleos atómicos radioactivos débilmente estables.
Si existe una alta densidad de protones en el plasma estelar, incluso los radioisótopos de vida corta puede capturar uno o más protones antes de que se produzca la desintegración beta, lo que desplaza rápidamente la ruta de nucleosíntesis desde la región de núcleos estables hasta el lado muy rico en protones de la tabla de nucleidos. Este mecanismo se denomina captura rápida de protones.
En este caso, se produce una serie de reacciones (p,γ) hasta que la desintegración beta de un núcleo es más rápida que la captura de protones adicionales, o hasta que se alcanza la línea de goteo nuclear. Ambos casos conducen a una o varias desintegraciones beta secuenciales hasta que se produce un núcleo que nuevamente puede capturar protones antes de que experimente un decaimiento beta. Acto seguido, continúan las secuencias de captura de protones.
Es posible cubrir en un segundo la región de los núcleos más ligeros (hasta 56Ni) porque tanto la captura de protones como la desintegración beta son procesos muy rápidos. Sin embargo, a partir del 56Ni, se encuentran varios puntos de espera en la secuencia de reacción. Estos nucleidos tienen semividas relativamente largas (en comparación con la escala de tiempo del proceso) y solo pueden incorporar lentamente otro protón (es decir, su sección eficaz para las reacciones (p,γ) es pequeña). Ejemplos de dichos puntos de espera son: 56Ni, 60Zn, 64Ge y 68Se. Pueden ser importantes otros puntos de espera adicionales, dependiendo de las condiciones detalladas y de la ubicación de la secuencia de reacción, que suelen presentar semividas de minutos a días. Por lo tanto, aumentan considerablemente el tiempo necesario para continuar las secuencias de reacción. Si las condiciones necesarias para esta rápida captura de protones solo se presentan durante un corto período de tiempo (la escala de tiempo de los eventos astrofísicos explosivos es del orden de segundos), los puntos de espera limitan o dificultan la continuación de las reacciones hacia núcleos más pesados.
Para producir núcleos p, la ruta del proceso debe abarcar nucleidos que posean el mismo número másico (pero que normalmente contengan más protones) que los núcleos p deseados. Estos nucleidos luego se convierten en núcleos p a través de secuencias de desintegraciones beta después de que cesaron las rápidas capturas de protones.
Las variaciones de la categoría principal de captura rápida de protones son los procesos rp, pn y νp, que se describen brevemente a continuación.

##### Proceso rp
El llamado proceso rp (rp significa captura rápida de protones) es la forma más pura del proceso descrito anteriormente. Con densidades de protones superiores a 1×1028 protones/cm3 y temperaturas de alrededor de 2×109, la secuencia de la reacción está cerca de la línea de goteo nuclear. Los puntos de espera se pueden puentear siempre que el tiempo de proceso sea de 10 a 600 s. Los nucleidos del punto de espera se producen con mayor abundancia, mientras que la producción de núcleos por detrás de cada punto de espera se restringe cada vez más.
Se alcanza un punto final definitivo cerca del 104Te debido a que la ruta de reacción llega a una región de nucleidos que se descomponen preferiblemente por desintegración alfa y, por lo tanto, la ruta vuelve a girar sobre sí misma. Por lo tanto, un proceso rp solo podría producir núcleos p con números másicos menores o iguales a 104.

##### Proceso pn
Los puntos de espera en los procesos rápidos de captura de protones pueden evitarse mediante reacciones (n,p), que son mucho más rápidas que las capturas de protones o las desintegraciones beta de los núcleos de los puntos de espera. Esto da como resultado una reducción considerable del tiempo necesario para generar elementos pesados y permite una producción eficiente en segundos. Pero para ello se requiere un suministro (pequeño) de neutrones libres que normalmente no están presentes en estos plasmas ricos en protones. Una forma de obtenerlos es liberarlos mediante otras reacciones que ocurren simultáneamente a la rápida captura del protón. Esto se denomina captura rápida de protones en medios con neutrones o proceso pn.

##### Proceso νp
Otra posibilidad de obtener los neutrones necesarios para las reacciones de aceleración (n,p) en entornos ricos en protones es utilizar la captura de antineutrinos sobre protones (ν
e + p → e+
 + n), convirtiendo un protón y un antineutrino en un positrón y un neutrón. Dado que los (anti)neutrinos interactúan solo muy débilmente con los protones, es necesario que un alto flujo de antineutrinos actúe sobre un plasma con una alta densidad de protones. Esto se llama proceso νp (proceso nu p).

### Posibles localizaciones astronómicas de entornos de síntesis

#### Colapso del núcleo de supernovas
Las estrellas masivas acaban su ciclo de vida con el colapso del núcleo de una supernova. En una supernova de este tipo, un frente de choque procedente de una explosión, recorre desde el centro de la estrella sus capas exteriores y las acaba expulsando. Cuando el frente de choque alcanza la capa O/Ne de la estrella (véase el artículo evolución estelar), las condiciones para que se dé un proceso γ se alcanzan durante 1 o 2 segundos.
Aunque la mayoría de los núcleos p se pueden originar de esta manera, algunas regiones con núcleos p masivos resultan problemáticas en los cálculos del modelo. Se sabe desde hace décadas que los núcleos p con números másicos A < 100 no pueden producirse en un proceso γ. Las simulaciones modernas también muestran problemas en el rango de 150 ≤ A ≤ 165.
El núcleo p correspondiente al 138La no se produce en el proceso γ, pero se puede generar en un proceso ν. En el centro de una supernova cuyo núcleo colapsa se forma una estrella de neutrones caliente que irradia neutrinos con alta intensidad. Los neutrinos interactúan también con las capas exteriores de la estrella en explosión y provocan reacciones nucleares que crean 138La, entre otros núcleos. El 180mTa también puede recibir una contribución de este proceso ν.
Se ha sugerido complementar el proceso γ que sucede en las capas externas de la estrella con otro proceso, que ocurre en las capas más profundas de la supernova, cerca de la estrella de neutrones pero que aún es expulsado en lugar de caer sobre la superficie de la estrella de neutrones. Debido al flujo inicialmente elevado de neutrinos de la estrella de neutrones en formación, estas capas se vuelven extremadamente ricas en protones mediante la reacción ν
e + n → e−
 + p. Aunque el flujo de antineutrinos al principio es más débil, se generan algunos neutrones debido al gran número de protones. Esto permite el desarrollo de un proceso νp en estas capas profundas. Debido a la corta escala de tiempo de la explosión y a la alta barrera de Coulomb de los núcleos más pesados, tal proceso νp posiblemente solo podría producir los núcleos p más ligeros. Los núcleos se forman y en qué cantidad depende sensiblemente de muchos detalles de las simulaciones y también del mecanismo de explosión real correspondiente al colapso del núcleo de una supernova, evento que no se ha llegado a comprender plenamente.

#### Supernovas termonucleares
Una supernova termonuclear es el resultado de la explosión de una enana blanca que forma parte de un sistema binario, provocada por reacciones termonucleares en la materia de una estrella compañera mediante un proceso de acrecimiento generado en la superficie de la enana blanca. La materia acumulada es rica en hidrógeno (protones) y helio (partículas α) y se calienta lo suficiente como para permitir el desencadenamiento de procesos nucleares.
En la bibliografía sobre el tema se analizan varios modelos para tales explosiones, de los cuales dos se exploraron en relación con la perspectiva de producir núcleos p. Ninguna de estas explosiones libera neutrinos, por lo que los procesos ν y νp son imposibles. Tampoco se alcanzan las condiciones requeridas para el proceso rp.
Los detalles de la posible producción de núcleos p en tales supernovas dependen sensiblemente de la composición de la materia acretada de la estrella compañera (los núcleos semilla para todos los procesos posteriores). Dado que esto puede cambiar considerablemente de una estrella a otra, todas las afirmaciones y modelos de producción de núcleos p en supernovas termonucleares están sujetos a grandes incertidumbres.

##### Supernovas del tipo Ia
El modelo de consenso sobre las supernovas termonucleares postula que la enana blanca explota después de exceder el límite de Chandrasekhar por acumulación de materia, debido a que la contracción gravitatoria y el calentamiento subsiguiente inician el explosivo proceso de combustión del carbono en condiciones de materia degenerada. Un frente de combustión nuclear atraviesa la enana blanca de adentro hacia afuera y la destroza. A continuación, las capas más externas que se encuentran muy cerca de la superficie de la enana blanca (que contiene 0,05 veces la masa solar) exhiben las condiciones adecuadas para que se produzca un proceso γ.
Los núcleos p se forman de la misma manera que en el proceso γ durante el colapso del núcleo de una supernova, y también adolece de las mismas dificultades. Además, no se pueden generar el 138La ni el 180mTa. Una variación de las abundancias de semillas asumiendo una mayor presencia del proceso S solo varía proporcionalmente las abundancias de los núcleos p resultantes, sin solucionar los problemas de subproducción relativa en los rangos de masa nuclear indicados anteriormente.

##### Supernovas subChandrasekhar
En una subclase de supernovas, conocidas como supernovas subChandrasekhar, la enana blanca puede explotar mucho antes de alcanzar el límite de Chandrasekhar porque las reacciones nucleares en la materia acrecentada ya pueden calentar la enana blanca durante su fase de acreción y desencadenar el quemado prematuro de los átomos de carbono que propician la reacción explosiva. La acumulación rica en helio favorece este tipo de explosión. Un proceso triple-alfa se inicia de forma degenerada en la parte inferior de la capa de helio acumulada y provoca dos frentes de choque. El que corre hacia adentro inicia la explosión del carbono. El frente que se mueve hacia afuera calienta las capas exteriores de la enana blanca y las expulsa. Nuevamente, estas capas externas están sujetas a un proceso γ a temperaturas de 2-3 GK. Sin embargo, debido a la presencia de partículas α (núcleos de helio), son posibles reacciones nucleares adicionales, entre las que se encuentran algunas que liberan una gran cantidad de neutrones, como 18O(α,n)21Ne, 22Ne(α,n)25Mg y 26Mg(α,n)29Si. Esto permite que se genere un proceso-pn en esa parte de las capas exteriores, que experimenta temperaturas superiores a 3 GK.
Aquellos núcleos p ligeros que no se producen lo suficiente en el proceso γ, pueden generarse de manera tan eficiente en el proceso pn que incluso muestran abundancias mucho mayores que los otros núcleos p. Para obtener las abundancias relativas observadas en el Sol, se debería suponer una semilla con una capacidad para desarrollar el proceso S mucho mayor de lo que se estima (por factores entre 100 y 1000 o más), lo que aumentaría el rendimiento de generación de núcleos p pesados del proceso γ.

#### Estrellas de neutrones en sistemas estelares binarios
Una estrella de neutrones en un sistema binario también puede acumular materia de la estrella compañera en su superficie. El hidrógeno y el proceso triple-alfa combinados inician la reacción cuando la capa acumulada de materia degenerada alcanza una densidad de 1×105–1×106 g/cm3 y una temperatura superior a 0,2. Esto lleva a una combustión termonuclear comparable a la que sucede en el frente de choque que se mueve hacia afuera en las supernovas subChandrasekhar. La estrella de neutrones en sí no se ve afectada por la explosión y, por lo tanto, las reacciones nucleares en la capa acumulada pueden durar más que en el caso deproducirse una explosión. Esto permite establecer un proceso rp que continuará hasta que se agoten todos los protones libres o hasta que la capa en combustión se haya expandido debido al aumento de temperatura y su densidad caiga por debajo de la requerida para las reacciones nucleares.
Se demostró que las propiedades de las erupciones de rayos X en la Vía Láctea pueden explicarse mediante un proceso rp en la superficie de las estrellas de neutrones en acreción. Sin embargo, no estaba claro si la materia (y en caso afirmativo, cuánta materia) puede ser expulsada y escapar del campo gravitatorio de la estrella de neutrones. Solo si este es el caso, dichos objetos podrán considerarse como posibles fuentes de núcleos p. Incluso si esto se corrobora, el punto final demostrado del proceso rp limita la producción a los núcleos p ligeros (que están subproducidos en los colapsos del núcleo de las supernovas).